# FC Baník Ostrava
El FC Baník Ostrava és un club de futbol txec de la ciutat d'Ostrava, a Silèsia.

## Història
Evolució del nom:
- 1922: SK Slezská Ostrava (Sportovní klub Slezská Ostrava)
- 1945: SK Ostrava (Sportovní klub Ostrava)
- 1948: Sokol Trojice Ostrava
- 1951: Sokol OKD Ostrava (Sokol Ostravsko-karvinské doly Ostrava)
- 1952: DSO Baník Ostrava (Dobrovolná sportovní organizace Baník Ostrava)
- 1961: TJ Baník Ostrava (Tělovýchovná jednota Baník Ostrava)
- 1970: TJ Baník Ostrava OKD (Tělovýchovná jednota Baník Ostrava Ostravsko-karvinské doly)
- 1990: FC Baník Ostrava (Football Club Baník Ostrava, a.s.)
- 1994: FC Baník Ostrava Tango (Football Club Baník Ostrava Tango, a.s.)
- 1995: FC Baník Ostrava (Football Club Baník Ostrava, a.s.)

## Palmarès
- Lliga txecoslovaca de futbol: 1975/76, 1979/80, 1980/81
- Copa txecoslovaca de futbol: 1972/73, 1977/78, 1990/91
- Lliga txeca de futbol: 2003/04
- Copa txeca de futbol: 1972/73, 1977/78, 1978/79, 1990/91, 2004/05
- Copa Mitropa: 1989

## Jugadors destacats

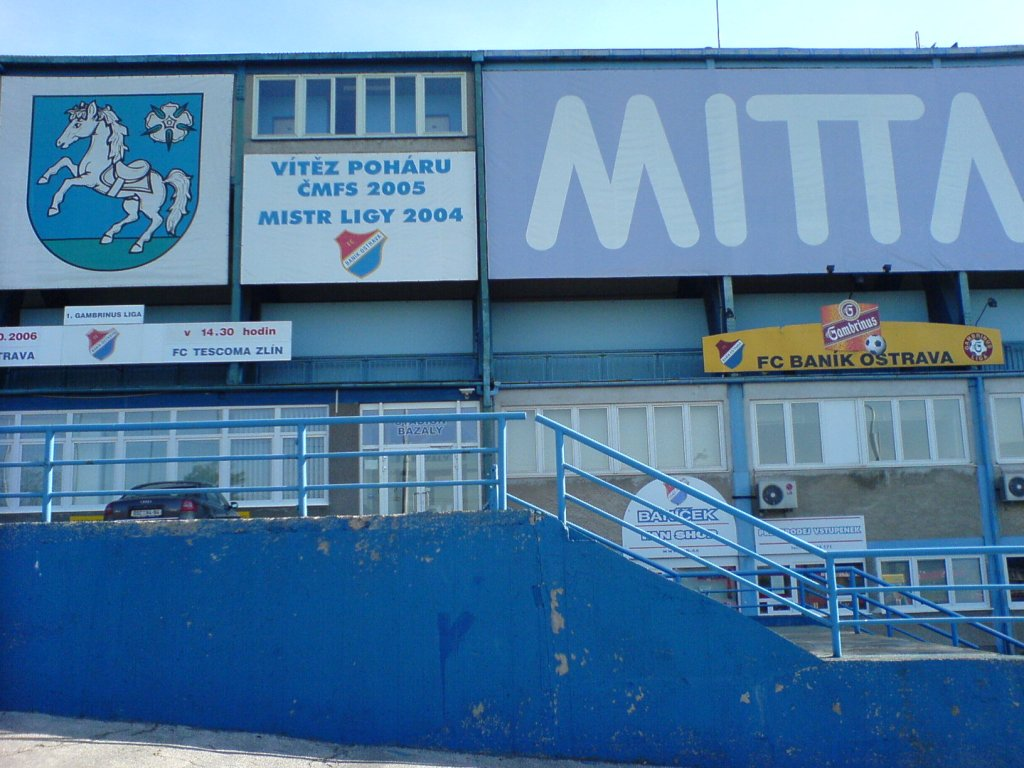
Estadi del FC Baník Ostrava.

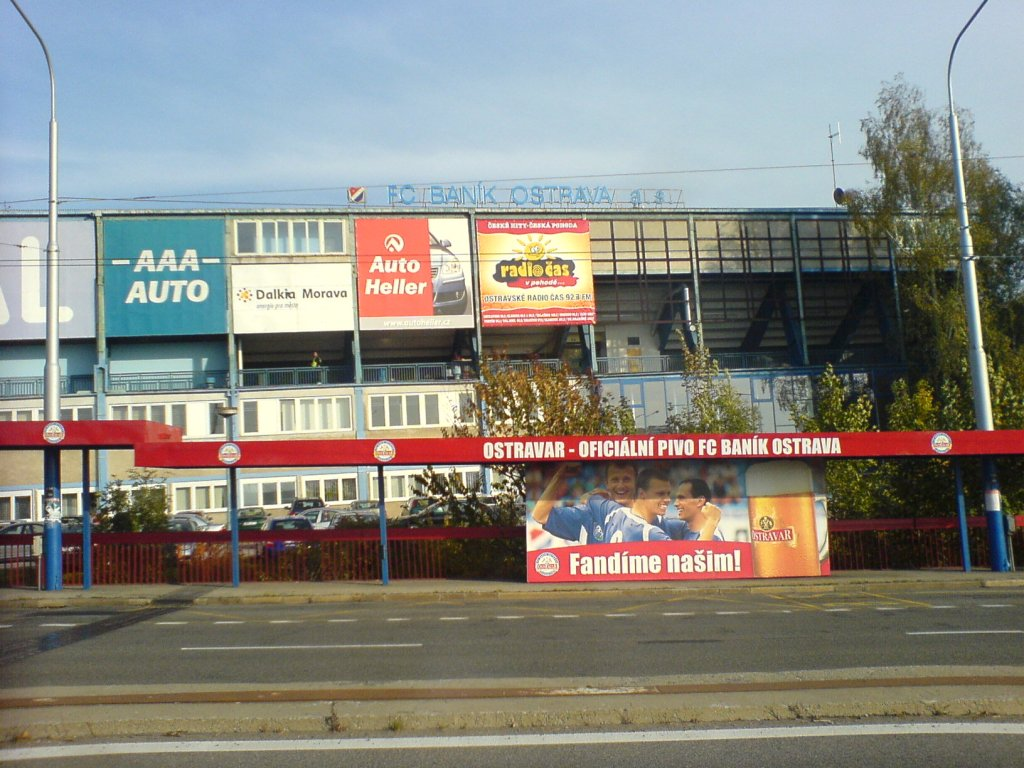
Estadi del FC Baník Ostrava.

- Evžen Hadamczik
- Rostislav Vojáček
- Werner Lička
- Libor Radimec
- Václav Daněk
- Luděk Mikloško
- Tomáš Pospíchal
- Milan Baroš
- Tomáš Galásek
- Tomáš Řepka
- Marek Jankulovski
- Jiří Křižák
- František Schmucker
- Miroslav Wiecek
- Petr Samec
- Karel Kula
- Pavel Srníček
- Robert Caha